# Yttre holmen och Dragsören
Yttre holmen och Dragsören är en ö i Åland (Finland). Den ligger i Skärgårdshavet och i kommunen Kumlinge i landskapet Åland, i den sydvästra delen av landet. Ön ligger omkring 44 kilometer öster om Mariehamn och omkring 230 kilometer väster om Helsingfors.
Öns area är 13 hektar och dess största längd är 0,8 kilometer i nord-sydlig riktning. Ön höjer sig omkring 10 meter över havsytan.